# Змајев узлет
Змајев узлет (енгл. The Rise of the Dragon) је пратећа књига за фантастични серијал Песма леда и ватре Џорџа Р. Р. Мартина. Написали су је Мартин, Елио М. Гарсија Млађи и Линда Антонсон, а објавила ју је издавачка кућа Ten Speed Press 25. октобра 2022. године. Књига описује историју куће Таргарјена од Егоновог освајања Вестероса до грађанског рата познатог као Плес змајева. За разлику од Ватре и крви, Мартин је ову књигу написао више енциклопедијским стилом сличним Свету леда и ватре.
Књигу је у Србији објавила издавачка кућа Лагуна 20. августа 2024. године, у преводу Татјане Бижић.

## Синопсис
Стотинама година Таргарјени су седели на Гвозденом престолу Вестероса, док су њихови змајеви владали небом. Приповест о јединој породици која је преживела Пропаст Валирије јесте прича о компликованим политичким играма, савезима и издајама, о делима племенитим и кукавичким. Приповедање започето у епској Ватри и крви Џорџа Р. Р. Мартина у Змајевом узлету води хронику настанка и успона моћи Таргарјена у Вестеросу од Егоновог Освајања па до краја намесничке владавине у име Егона III Змајогуба.